# Nerdland
Nerdland is een collectief van enkele bekende wetenschappers en makers uit Vlaanderen, die als doel hebben wetenschap en techniek tot bij het grote publiek te brengen. 
Enkele van deze initiatiefnemers zijn Lieven Scheire, Jeroen Baert, Bart Van Peer, Hetty Helsmoortel, Stephanie Dehennin, Kurt Beheydt, Marian Verhelst, Peter Berx, Els Aerts en Maarten Weyn.
Zij brengen de maandelijkse podcast Nerdland Maandoverzicht uit, en organiseren ook het Nerdland Festival. Daarnaast was er van 2019 tot 2023 ook de podcast Nerdland Makertalk, een podcast over makers. Verder is er nog de spin-off Nerdland Weekoverzicht, een samenwerking tussen Lieven Scheire en Qmusic. 
Tevens zijn verschillende boeken uitgebracht over verschillende wetenschappelijke onderwerpen zoals DNA, AI, wiskunde, insecten, fysica en chemie. 
Op Discord hebben zij een grote gemeenschap gecreëerd waarin gelijkgezinden kunnen communiceren met elkaar. 